# Crush (album d'Orchestral Manoeuvres in the Dark)
Pour les articles homonymes, voir Crush.
Albums de Orchestral Manoeuvres in the Dark
Junk Culture
(1984) The Pacific Age
(1986)
Crush est le sixième album studio du groupe Orchestral Manoeuvres in the Dark, sorti le 17 juin 1985.
Un album pop/rock qui marque la collaboration avec Stephen Hague à la production et la collaboration en tant que musiciens officieux des frères Graham Weir et Neil Weir au trombone et à la trompette.
Le tube So in Love leur permettra d'atteindre les charts américains. Le style originel d'OMD au profit d'un genre pop/rock avec des chansons telles que Secret, Women III, The Native Daughters of the Golden West et son introduction orchestrale ou encore le très calme Hold You.

## Liste des morceaux
1. So in Love – 3:29
2. Secret – 3:56
3. Bloc Bloc Bloc – 3:28
4. Women III – 4:26
5. Crush – 4:27
6. 88 Seconds in Greensboro – 4:15
7. The Native Daughters of the Golden West – 3:58
8. La Femme Accident – 2:50
9. Hold you – 4:00
10. The Lights Are Going Out – 3:57